# بلجيكا الغالية
بلجيكا الغاليّة هي مقاطعة في الإمبراطورية الرومانية تقع في الجزء الشمالي الشرقي من الغال الروماني [الإنجليزية]، فيما يُعرف اليوم بفرنسا وبلجيكا ولوكسمبورغ إضافةً لأجزاء من هولندا وألمانيا.
في عام 50 قبل الميلاد وبعد غزو يوليوس قيصر خلال حروبه الغاليّة، أصبحت بلجيكا الغاليّة إحدى ثلاث مقاطعات غالية غُزيت حديثًا (المعروفة باسم الغال الثلاثي)، والمقاطعتان الأخريان هما أكيتانيا الغاليّة ولوغودونيسيس الغاليّة. أنشئت مقاطعة رومانية رسمية في وقت لاحق من قبل الإمبراطور أوغسطس عام 22 قبل الميلاد. سميت المقاطعة باسم بلج، كأكبر اتحاد قبلي في المنطقة، ولكنها تضمنت أيضًا أقاليم تريفيري وميديوماتريسي وليوسي وسيكواني وهيلفيتي وغيرها. اعتُرف بالحدود الجنوبية لبلج التي شكلها نهري مارن وسين من قبل القيصر كحدود ثقافية أصلية بين البلج والقلط الغاليون الذين ميزهم عن بعضهم.
أعيد تنظيم المقاطعة عدة مرات، وزاد حجمها أولًا ثم انخفض حجمها فيما بعد. ضم ديوكلتيانوس المنطقة الشمالية الشرقية من سيفيتاس تونغروروم إلى جرمانيا الصغرى، وانضم إلى مستعمرات راينلاند، وقُسم الجزء المتبقي من بلجيكا الغاليّة إلى بلجيكا الكبرى في المنطقة الشرقية من تريفيري وميديوماتريشي وليوسي، حول لوكسمبورغ وأردينيس وبلجيكا الثانية بين القناة الإنجليزية ونهر ميوز الأعلى.
أصبحت عاصمة بلجيكا الكبرى ترير عاصمة رومانية غربية مهمة.

## الغزو الروماني
في عام 57 قبل الميلاد، قاد يوليوس قيصر غزو شمال بلاد الغال، وحدد بالفعل أن الجزء الواقع إلى الشمال من نهري السين ومارن كان يسكنه شعب أو تحالف يعرف باسم البلجي. أصبح هذا التعريف أساس مقاطعة بلجيكا الرومانية اللاحقة. قال قيصر إن البلجيكيين فُصلوا عن الغال الكلتي إلى الجنوب من خلال اللغة والعادات والقوانين لكنه لم يخض في التفاصيل، باستثناء ذكر أنه علم من اتصالاته أن للبلجيكيين أصول من شرق نهر الراين، والتي أشار إليها باسم جرمانيا. في الواقع، ميّز القبائل البلجيكية الأقرب إلى نهر الراين ميزها باسم الجرمانيون على طرف النهر. (ذكر سترابو أن الاختلافات بين الكلت والبلجيكيين في اللغة والسياسة وأسلوب الحياة كانت صغيرة.) يفسر المؤرخون المعاصرون قيصر والأدلة الأثرية على أنها تشير إلى أن جوهر التحالف البلجيكي كان في أقصى الزاوية الشمال لفرنسا الحالية؛ من المعروف أن السيسيون والفيروماندوي والأمبياني بالإضافة إلى بعض جيرانهم الذين عاشوا في المنطقة، ميّزهم قيصر باسم البلجيك. كانوا قادة التحالف العسكري الأولي الذي واجهه، وكانوا أيضًا أكثر تقدمًا اقتصاديًا (وبالتالي أقل جرمانية وفقًا لطريقة قيصر في رؤية الأشياء) من العديد من حلفائهم الشماليين مثل النيرفي والجرمان على طرف النهر.
بصرف النظر عن جنوب ريمي، تحالفت جميع القبائل البلجيكية ضد الرومان، يدفعهم غضبهم من القرار الروماني بتحصين جحافل قواتهم في أراضيهم خلال فصل الشتاء. في بداية الصراع، أبلِغ قيصر أن القوة المشتركة للحلفاء تبلغ 288 ألف جندي، بقيادة ملك السيسون، غالبا. نظرًا لحجم التحالف البلجيكي وسمعته بالشجاعة غير المألوفة، تجنب قيصر لقاء القوات المشتركة للقبائل في المعركة. بدلًا من ذلك، استخدم سلاح الفرسان للمناوشات مع وحدات أصغر من رجال القبائل. عندما نجح قيصر في عزل إحدى القبائل، خاطر بدخول المعركة التقليدية. سقطت القبائل بطريقة مجزأة وزعم قيصر أنه سيقدم شروطًا متساهلة للمهزومين، بما في ذلك الحماية الرومانية من تهديد القبائل المحيطة. وافقت معظم القبائل على الشروط. تبعت سلسلة الانتفاضات غزو 57 قبل الميلاد. قاد بيلوفاتشي أكبر ثورة في عام 52 قبل الميلاد، بعد هزيمة فرست جريتكس. خلال هذا التمرد، تجنب البلجيك الصراع المباشر. ضايقوا الجحافل الرومانية، التي يقودها قيصر شخصيًا، مع تحييد الفرسان والرماة. أخمِد التمرد بعد فشل كمين بيلوفاتشي للرومان. ارتكبت مذبحة بالحزب الثائر.